# Aimé Ngoy Mukena
Aimé Ngoy Mukena, né le 28 avril 1954[réf. nécessaire] et décédé le 22 mai 2022 par empoisonnement à Lubumbashi, ce fut un philosophe et homme politique congolais.
Membre du Parti du peuple pour la reconstruction et la démocratie, il est gouverneur du Katanga de 2004 à 2011, ministre de la Défense nationale de 2014 à 2015, puis ministre des Hydrocarbures de 2015 à 2019 et à nouveau ministre de la Défense nationale et des Anciens combattants de 2019 à 2021. Il est également professeur de philosophie politique à l'université de Lubumbashi.

## Biographie

### Jeunesse et formation
Aimé Ngoy Mukena est originaire de la province du Katanga. Il est détenteur d'un doctorat en philosophie politique et économique de l'université de Lausanne, ainsi que d'un diplôme d'études supérieures de l'université de Genève.
En plus de sa carrière politique, il est aussi professeur de philosophie et histoire des idées politiques et économiques à l'universite de Lubumbashi.

### Carrière politique
En 1999, Aimé Ngoy Mukena est nommé PDG de la Régie des voies aériennes par le président Laurent Désiré Kabila. De 2001 et 2004, il exerce la fonction de gouverneur de la province du Katanga. Il est ensuite député à l'Assemblée nationale de 2006 à 2012 et de 2019 à 2022. En septembre 2011, Il est nommé membre du conseil d'administration de la Société nationale des chemins de fer du Congo. Le 8 décembre 2014, il est nommé ministre de la Défense nationale et des Anciens combattants dans le gouvernement Matata II. Après un remaniement en 2015, il est ministre des Hydrocarbures dans les gouvernements Tshibala, Badibanga et Matata II, poste qu'il conserve jusqu'en septembre 2019, quand il est nommé une nouvelle fois ministre de la Défense nationale et des Anciens combattants, fonction qu'il occupe jusqu'en avril 2021.

### Mort
Aimé Ngoy Mukena meurt le 22 mai 2022.

## Publications
- La dimension politique et économique de la « Révolution de la modernité » dans Frontières et gouvernance sécuritaire pour le développement économique de la République démocratique du Congo, L'Harmattan, 2013[2].
- Parcours de l'histoire de la philosophie négro-africaine : à l'usage des étudiants de deuxième graduat en philosophie[9]
- Tout arrive à tous et autre nouvelles, Lubumbashi, Éditions Pensées du sud, [2002][10]
- La critique du sens de l'Homme dans l'économisme occidental totalitaire au départ de la pensée de L.S. Senghor, 2000[11]
- Monseigneur Fariala, ou, Le salaire du péché : (drame en cinq tableaux), 2002[12]
- Première épître aux enfants de mon village : sur le double événement du mois de mai, 2004[13]
- Ma vision du Katanga : un nouveau regard sur une cité natale à rebâtir[14]
- L'hégémonie du peuple et la fin des idéologies de domination : dialogues sur la Cité, 2000[15]